# Howard Morris
Howard Jerome Morris (New York, 4 settembre 1919 – Los Angeles, 21 maggio 2005) è stato un attore, regista e doppiatore statunitense.

## Biografia
Si sposò due volte: prima nel 1945 con Mary Helen McGowan da cui ebbe un figlio. Dopo il divorzio, avvenuto nel 1962, sposò Dolores A Wylie da cui ebbe quattro figli e da cui divorziò nel 1977.
Morì nel 2005 per una malattia al cuore.

## Filmografia parziale

### Attore

#### Cinema
- Le folli notti del dottor Jerryll (The Nutty Professor), regia di Jerry Lewis (1963)
- Alta tensione (High Anxiety), regia di Mel Brooks (1977)
- Splash - Una sirena a Manhattan (Splash), regia di Ron Howard (1984)
- Transylvania Twist, regia di Jim Wynorski (1989)
- Che vita da cani! (Life Stinks), regia di Mel Brooks (1991)
- Il meraviglioso abito color gelato alla panna (The Wonderful Ice Cream Suit), regia di Stuart Gordon (1998)

#### Televisione
- The DuPont Show of the Month – serie TV, episodio 1x06 (1958)
- Ricercato vivo o morto (Wanted: Dead or Alive) – serie TV, episodio 3x22 (1961)
- Alfred Hitchcock presenta (Alfred Hitchcock Presents) – serie TV, episodio 7x31 (1962)
- Thriller – serie TV, episodio 2x29 (1962)
- Ensign O'Toole – serie TV, episodio 1x17 (1963)
- Ai confini della realtà (The Twilight Zone) – serie TV, episodio 4x12 (1963)
- La signora in giallo (Murder, She Wrote) – serie TV, episodio 5x09 (1989)
- Presenze aliene (It Came from Outer Space II), regia di Roger Duchowny – film TV (1996)

## Doppiaggio
- I 13 fantasmi di Scooby-Doo - Bogel
- Scuola di polizia - Sweetchuck, Professore
- Garfield e i suoi amici - Wade
- Le avventure di Winnie the Pooh - DeCastor
- Tom & Jerry - Il film - Squak
- Vladimiro e Placido - Vladimiro
- Magilla Gorilla - Mr. Peebles
- La formica atomica - Formica atomica

### Regista
- Come ti dirotto il jet (1969)

## Doppiatori italiani
Nelle versioni in italiano dei suoi film, Howard Morris è stato doppiato da: 
- Cesare Barbetti in 20 chili di guai!... e una tonnellata di gioia
- Vittorio Stagni in I 13 fantasmi di Scooby-Doo (Bogel)
- Sergio Tedesco in Winny Puh orsetto ghiottone (DeCastor)
- Massimo Lodolo in Le avventure di Winnie the Pooh (1997) (DeCastor)
- Antonello Governale in Scuola di polizia (Sweetchuck)
- Enrico Carabelli in Scuola di polizia (Professore)
- Mino Caprio in Garfield e i suoi amici (Wade)
- Roberto Del Giudice in Vladimiro e Placido (Vladimiro)